# Официальный журнал Алжирской Народной Демократической Республики
«Официальная газета Алжирской Народной Демократической Республики», (араб. الجريدة الرسمية للجمهورية  الجزائرية الديمقراطية الشعبية‎, фр. Journal officiel de la République Algérienne Démocratique et Populaire, сокращено JORA или JORADP) — официальный правительственный бюллетень Алжира. Издается на арабском и французском языках. В нем публикуется все юридические тексты (законы, постановления, президентские указы, приказы министров и т.п.) и другая официальная информация алжирского государства.

## История
В день независимости Алжира - 5 июля 1962 г - появился первый номер бюллетеня на 12-ти страницах, посвящённый независимости страны. В нем были опубликованы результаты референдума 1 июля 1962. Название бюллетеня в тот момент — «Официальная газета алжирского государства».
С 26 октября 1962 г бюллетень стал называться «Официальная газета Алжирской Народной Демократической Республики».